# Niederscheidweiler

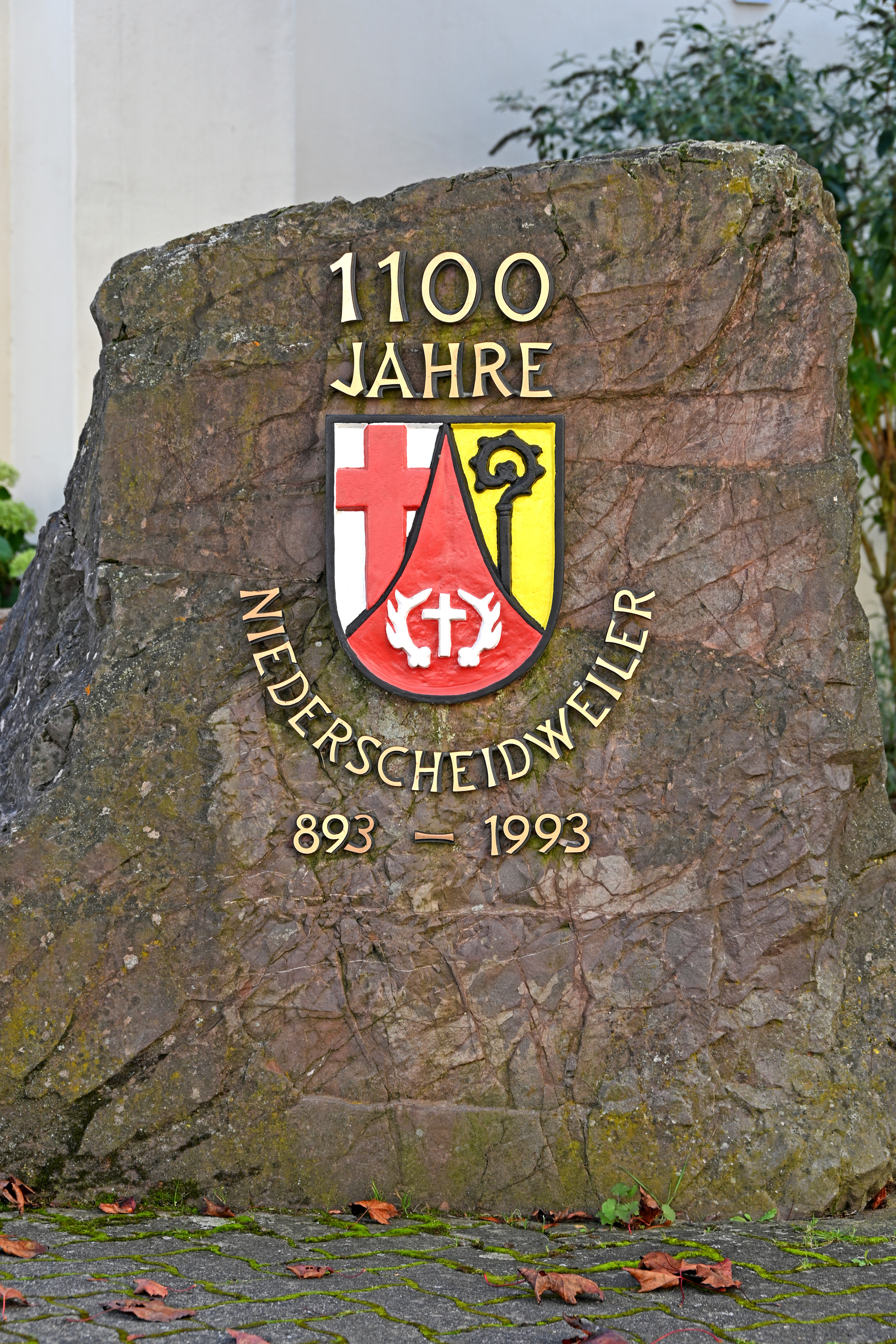
Gedenkstein zum Ortsjubiläum

Niederscheidweiler ist eine Ortsgemeinde im Landkreis Bernkastel-Wittlich in Rheinland-Pfalz. Sie gehört der Verbandsgemeinde Wittlich-Land an.

## Geographie
Niederscheidweiler liegt am Rande der Vulkaneifel auf dem bewaldeten Höhenrücken über Alf- und Sammetbachtal.
Zu Niederscheidweiler gehören die Wohnplätze Eichenhof, Lindenhof, Sonnenhof und Windhof.

## Geschichte
Die erste Erwähnung von Niederscheidweiler erfolgte 893 im Prümer Urbar. Im Mittelalter und in der Frühen Neuzeit gehörte der Ort zum Kurfürstentum Trier. Ab 1794 stand Niederscheidweiler unter französischer Herrschaft, 1815 wurde der Ort auf dem Wiener Kongress dem Königreich Preußen zugeordnet. Seit 1946 ist er Teil des damals neu gebildeten Landes Rheinland-Pfalz.

## Politik

### Ortsbürgermeister
2024 wurde Stephan Rosenbaum vom Gemeinderat zum Ortsbürgermeister gewählt.
Zuvor war Stefan Koch Ortsbürgermeister.
Ingeborg Sliwka hatte das Amt von 1994 bis 2009 ausgeübt.

## Kultur und Sehenswürdigkeiten
Die Georoute „Devon“ führt als Wanderweg durch die Umgebung. Der Turm der Kirche St. Hubertus stammt aus dem 12. oder 13. Jahrhundert

St. Hubertus (Niederscheidweiler)
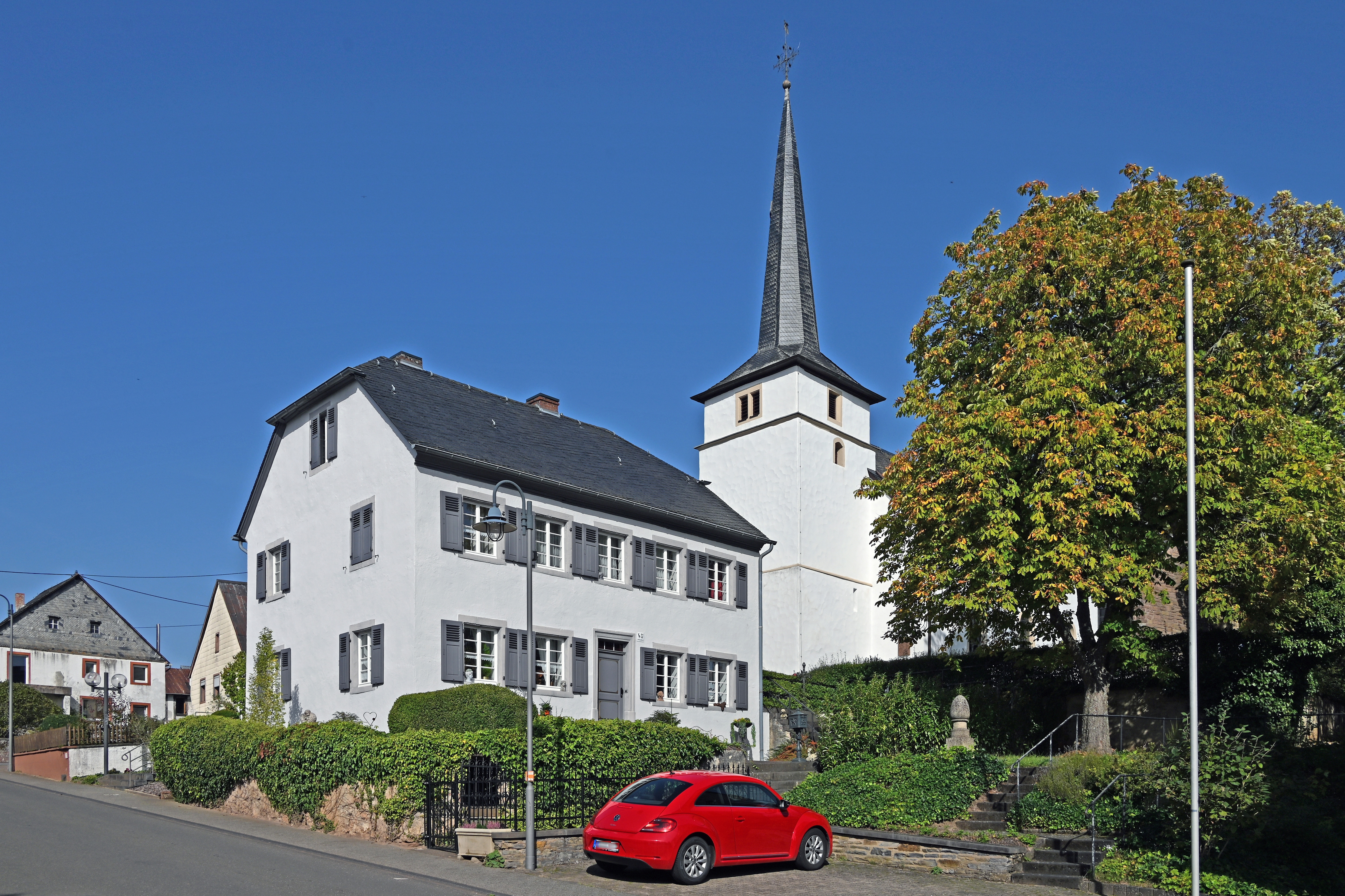
Kirche und ehemaliges Pfarrhaus
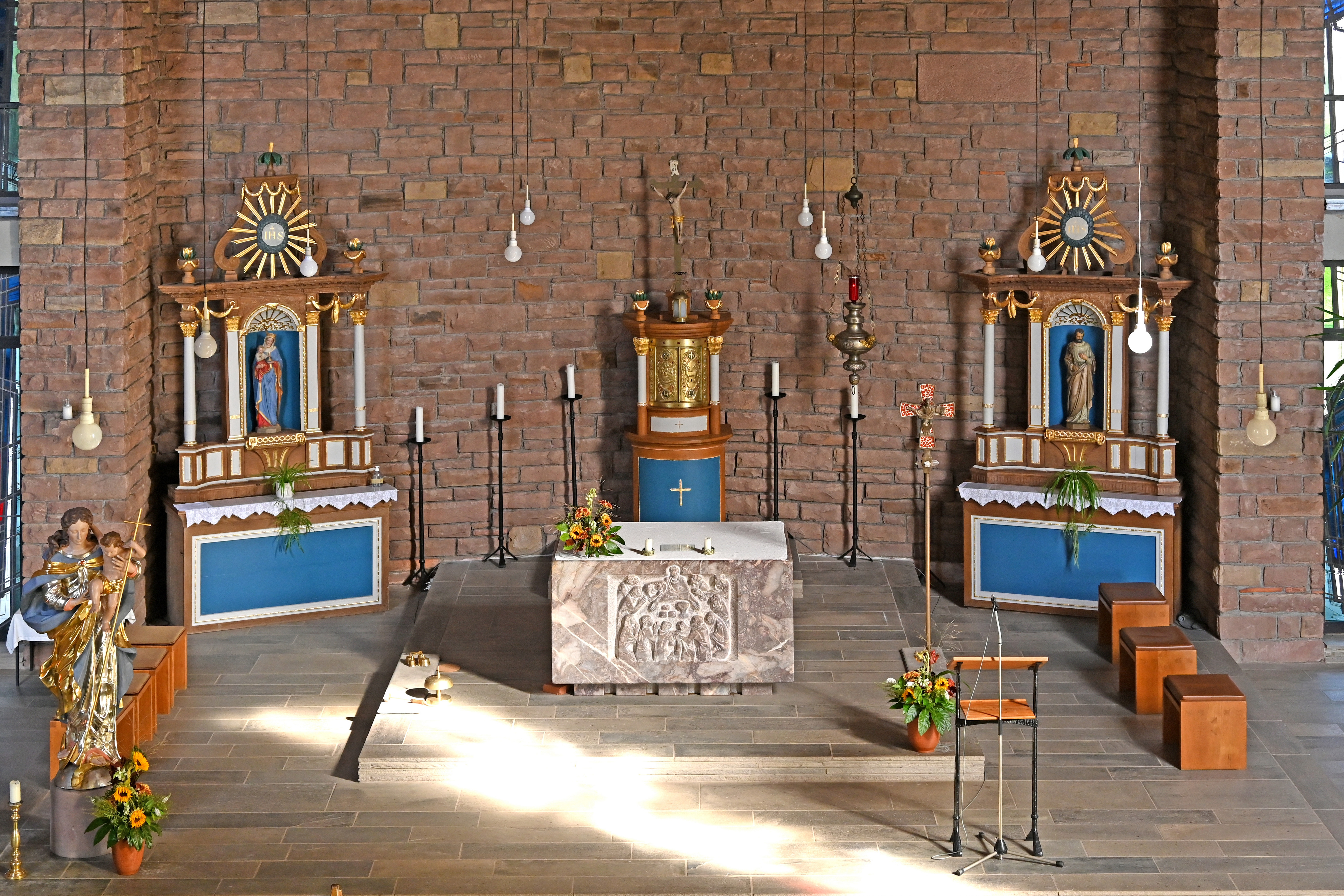
Altarraum
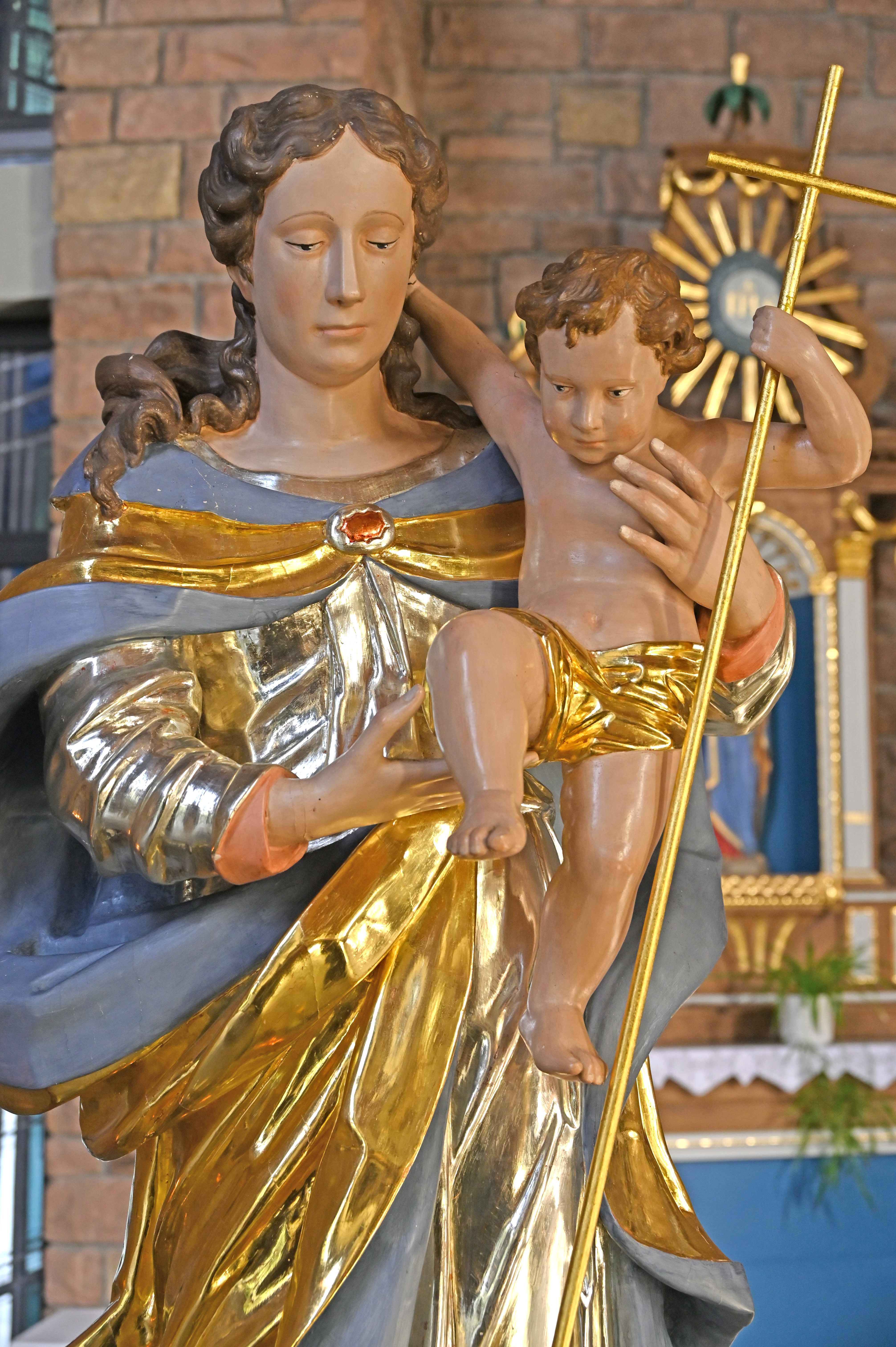
Marienstatue
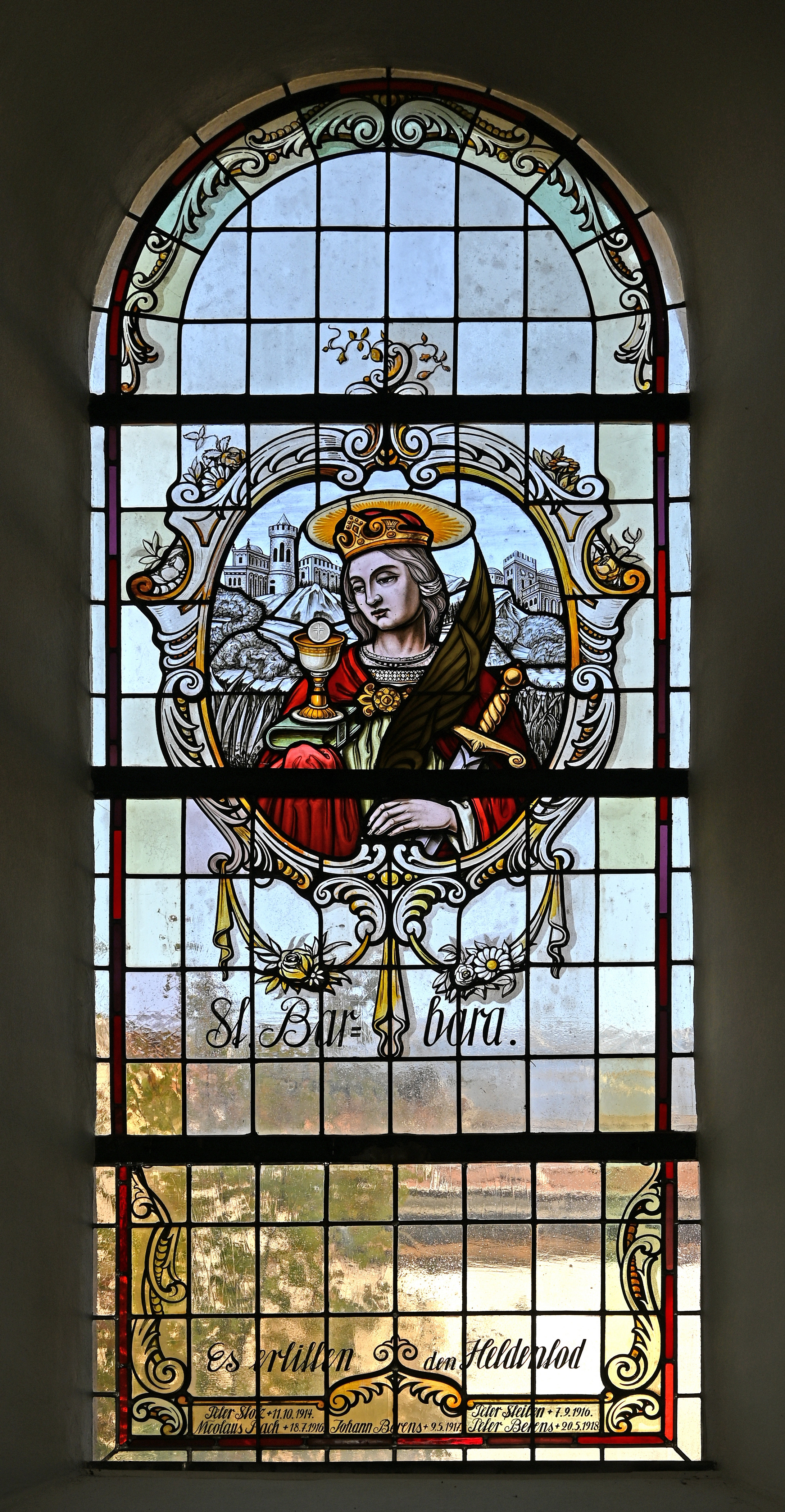
Fenster
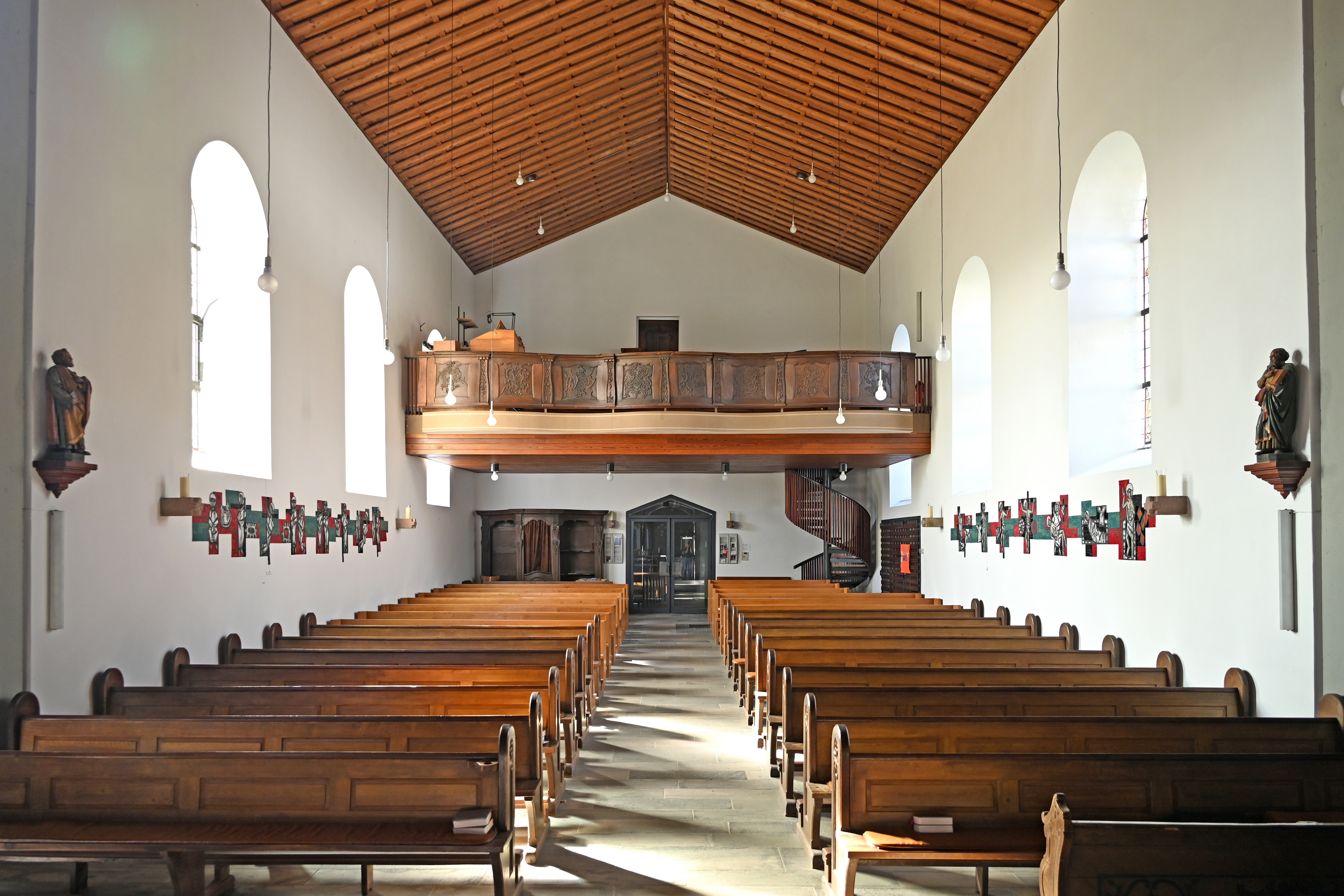
Altes Kirchenschiff